# Ursule Mirouët
Ursule Mirouët (em português, Úrsula Mirouët) é um romance francês de Honoré de Balzac, publicado em Le Messager, em agosto-setembro de 1841, depois editado em volume em 1842, nos Estudos de costumes, seção das Cenas da vida provinciana da Comédia Humana. 
Nessa obra bem balzaquiana, onde se vê a inocência e a honestidade de Úrsula questionadas pelos parentes indelicados de seu tutor, o bom dr. Minoret, o autor se estende longamente sobre os poderes sobrenaturais, o ocultismo e a transmissão de pensamento, que são, de acordo com ele, matéria de estudos sérios. Ele procura convencer o leitor incrédulo trazendo em apoio a suas palavras várias referências documentais, explicações e testemunhos se referindo às teorias de Alexis Didier (célebre vidente) e também às de Franz Anton Mesmer. Ele mostra também como o dr. Minoret, um agnóstico, é tocado pela graça e acede à fé (demonstração que ele havia feito com o dr. Desplein em A Missa do Ateu, em 1836). "Para muitos de seus leitores entusiásticos, essa coexistência em sua obra da observação e da fantasia é, precisamente, um dos segredos de sua grandeza, enquanto outros só veem nela resíduos do romantismo frenético, de gosto duvidoso."

## Enredo
Úrsula Mirouët, órfã, é acolhida e educada pelo dr. Minoret, seu tutor que se retira a Nemours, depois de ter exercido a profissão em Paris. Atencioso, muito preocupado com a felicidade de sua pupila, o bom doutor lhe dá uma educação de grande qualidade. Úrsula é rodeada pela afeição de um padre, do velho doutor e de uma empregada dedicada. No testamento, o dr. Minoret faz de Úrsula sua herdeira universal. Mas a fortuna do velho é desde muito tempo cobiçada por uma parentela pouco favorável à pupila. Após a morte do médico, quando Úrsula tem a idade de vinte anos, esses parentes se unem para despojar a jovem. Os herdeiros potenciais que o doutor possuía na cidade são numerosos e mais ou menos rivais. Mas como eles temem ser deserdados a favor de Úrsula, a qual consideram tão gananciosa quanto eles mesmos, unem-se contra ela. Eles acusam-na de intrigas sombrias pois ela conseguiu levar à missa, e talvez inspirar uma certa devoção ao velho doutor até então agnóstico. Eles se inquietam à medida que as relações do velho com o padre se tornam excelentes.
A cobiça de um dos herdeiros, Minoret-Levrault, vai instigá-lo a roubar os títulos de renda destinados a assegurar o futuro da jovem. Reduzida à pobreza e em meio às perseguições e intrigas inspiradas pelo culpado, Úrsula definha, seu estado de saúde leva a crer que sua morte é próxima, ardentemente esperada pelos mais gananciosos. Enviam-lhe cartas anônimas, calúnias, chantagens. Mas a inocência triunfará. Apoiada pelo amor de Savinien de Portenduère (Saviniano na edição brasileira organizada por Paulo Rónai), e pelos amigos do doutor, ajudada, também, por revelações misteriosas recebidas em sonho, Úrsula finalmente recupera seus direitos e encontra a felicidade que ela merece. Ela desposa Saviniano, que faz uma bela carreira na marinha graças à ajuda de seu tio-avô, o conde de Kergarouët.